# 赫尔曼·艾宾浩斯
赫尔曼·艾宾浩斯（德語： 1850年1月24日—1909年2月26日），是德国心理学家。他是第一個描述學習曲線的人，他開創了記憶的實驗研究，並以發現遺忘曲線和間距效應而聞名。 

## 生平
1850年出生于德国巴门，是一位富商卡爾·艾賓浩斯的兒子。1867年，在他17岁进入波恩大学学习历史学和语言学，也在波恩大学学习時間裡，他對哲學產生了濃厚的興趣。
1873年，在他23歲時在波恩大学获得博士学位。1875-1878年游学于英国、法国，受费希纳的影响开始用实验方法研究记忆。1886年任柏林大学副教授。在1890年艾宾浩斯和他人共同创办了《心理学和感觉生理学杂志》。1894年任布雷斯劳大学教授。1905年任哈雷大学教授。

## 學術研究及著作
他在1885年出版了《关于记忆》一书。里面提到一个他自己作被试的试验。他试图背诵三个字母（两个辅音夹一个元音）一组的无意义音节列表。例如CEG或DAX等，因为他希望获得一种对记忆的“纯”测量——一种没有被由被试带入实验记忆任务中的先前学习或联想所污染的测量。他观察自己需要多长时间才能把列表背诵下来，作为自己学习速度的量度。在一段时间后，他再检查自己需要通读多少遍才能再一次背出列表。他发现了一些遗忘规律。先学习到的知识首先以很快的速度被遗忘，然后会缓慢下来。而已经长时间记住的东西，则很难被彻底忘记。这就是著名的遗忘曲线。

## 参看
- 遗忘
- 艾賓浩斯錯覺，相當著名的形體大小視錯覺
- 遺忘曲線